# Tyrimmas van Macedonië
Tyrimmas (Tirimmas), was de derde koning van Macedonië. Hij volgde op een onduidelijk moment Coenus van Macedonië op. Er is niet veel bekend over deze halfmythische koning, behalve dat er in 700 v.Chr. een einde kwam aan zijn regering, waarna Perdiccas I van Macedonië de dynastie der Argeaden stichtte.